# Seznam zaniklých vesnic na území Prahy
Seznam zaniklých vesnic na území Prahy obsahuje osady (případně čtvrti), jejichž názvy se nezachovaly ani jako pojmenování městských částí ani jako názvy katastrálních území v Praze, a které buď zanikly fyzicky nebo nikdy nebyly správními celky nebo jako samostatné celky zanikly při spojování obcí a při reformách územní správy nebo jsou dnes jejich názvy jen pomístními jmény, někdy obsaženými i v názvech ulic. Mezi takto nejznámější území patří např. Pankrác, Těšnov či Holešovičky.

## Seznam

### Levobřežní centrum – Hradčany a Malá Strana
- Nový Svět (Praha 1 – Hradčany)
- Nebovidy (Praha 1 – Malá Strana)
- Obora (Praha 1 – Malá Strana)
- Písek (Praha 1 – Malá Strana)
- Rybáře (Praha 1 – Malá Strana)
- Trávník (Praha 1 – Malá Strana)
- Újezd (Praha 1 – Malá Strana, Praha 5 – Smíchov)

### Pravobřežní centrum – Staré a Nové Město
- Týnský dvůr / Ungelt (Praha 1 – Staré Město (Praha))
- Havelské město (Praha 1 – Staré Město)
- Újezd u Svatého Martina či Újezd svatého Martina (Praha 1 – Staré Město, Nové Město)
- Poříčí (Praha 1 – Nové Město, Praha 8 – Karlín)
- Petrská čtvrť (Praha 1 – Nové Město)
- Opatovice (Praha 1 – Nové Město)
- Chudobice (Praha 1 – Nové Město)
- Na Struze (Praha 1 – Nové Město)
- Rybníček či Rybník (Praha 2 – Nové Město)
- Kateřinky (Praha 2 – Nové Město)
- Bojiště (Praha 2 – Nové Město)
- Zderaz (Praha 1, 2 – Nové Město)
- Podskalí (Praha 2 – Nové Město)

### Praha 4
- Krušina (Praha 4 – Nusle)
- Psáře či Psáry (Praha 4 – Nusle)
- Pankrác (Praha 4 – Nusle)
- Kavčí hory (Praha 4 – Podolí, Nusle)
- Dvorce (Praha 4 – Podolí)
- Pratěnice (Praha 4 – Michle, Krč)
- Středouň (Praha 4 – Michle, Krč)
- Dolní Krč (Praha 4 – Krč)
- Horní Krč (Praha 4 – Krč)
- Jalový Dvůr (Praha 4 – Krč)
- Nové Dvory Praha 4 – Lhotka)
- Hostašovice (Praha 4 – Točná)
- Roztyly (Praha 4 – Záběhlice)
- Chodovec (Praha 4 – Chodov)
- Litochleby (Praha 4 – Chodov)
- Kateřinky (Praha 4 – Újezd u Průhonic)
- Hrnčíře (Praha 4 – Šeberov)
- Betáň (Praha 4 – Kunratice)
- Baběnice či Paběnice (Praha 4 – Kunratice)
- Komořánky či Komořanky (Praha 4 – Komořany)
- Hodkovičky (Praha 4 – Modřany)

### Vinohrady a Praha 3 a 10
- Viničné Hory (Praha 2 – Vinohrady + Praha 3 – Žižkov)
- Olšany (Praha 3 – Žižkov)
- Jarov (Praha 3 – Žižkov)
- Staré Strašnice (Praha 10 – Strašnice)
- Nové Strašnice (Praha 10 – Strašnice)
- Trnkov (Praha 10 – Záběhlice)
- Práče (Praha 10 – Záběhlice)
- Dubeček (Praha 10 – Dubeč)
- Litožnice (Praha 10 – Dubeč)
- Netluky (Praha 10 – Uhříněves)
- Tehovičky (Praha 10 – Kolovraty)

### Praha 9
- Šešovice (Praha 9 – Hrdlořezy)
- Hnidošice (Praha 9 – Hloubětín)
- Humenec (Praha 9 – Hloubětín)
- Aloisov (Praha 9, Kyje)
- Babice (Praha 9 – Horní Počernice)
- Chvaly (Praha 9 – Horní Počernice)
- Svépravice (Praha 9 – Horní Počernice)
- Xaverov (Praha 9 – Horní Počernice)
- Čertousy (Praha 9 – Horní Počernice)
- Sychrov či Sichrov (Praha 9 – Horní Počernice)
- Ctěnice (Praha 9 – Vinoř)
- Hradiště (Praha 9 – Vinoř)
- Jahodnice (Praha 9 – Kyje)
- Blatov (Praha 9 – Újezd nad Lesy)
- Žák (Praha 9 – Klánovice) – jména rybníka v minulosti omylem přenášené na ves Hol
- Hol (Praha 9 – Klánovice)
- Lhota nad Úvalem (Praha 9 – Újezd nad Lesy)
- Vidrholec (Praha 9 – Klánovice, místo v lese)
- Slavětice (Praha 9 – Klánovice)
- Tryskovice (Praha 9 – Třeboradice)
- Na Hrádku (Praha 9 – Na Hutích nebo Praha 9 – Rajská zahrada)
- Starý Prosek (Praha 9 – Prosek)

### Praha 8 a zbytek Libně
- Těšnov (Praha 8 – Karlín)
- Špitálsko (Praha 8 – Karlín)
- Zábransko (Praha 8 – Karlín)
- Podviní (Praha 8 (9?) – Libeň)
- Holešovičky (Praha 8 – Libeň)
- Okruhly či Okrouhly, Okrouhel (Praha 8 – Kobylisy?)

### Praha 7 a 6, pobřeží Vltavy na severu
- Ovenec (Praha 6, 7 – Bubeneč + Praha 7 – Troja)
- Přední Ovenec (Praha 6, 7 – Bubeneč)
- Zadní Ovenec (Praha 7 – Troja)
- Rybáře (Praha 7 – Troja)
- Podhoří či Podhoř (Praha 7 – Troja)
- Zámky (Praha 8 – Bohnice)
- Bubny (Praha 7 – Holešovice)
- Podbaba (Praha 6 – Dejvice, Sedlec)
- Šárka či Újezdec (Praha 6 – Dejvice)
- Kuromrtvy (Praha 6 – Břevnov)
- Břevnovek (Praha 6 – Břevnov)
- Tejnka či Týnka (Praha 6 – Břevnov)

### Praha 5
- Buďánka (Praha 5 – Smíchov)
- Habrová (Praha 5 – Hlubočepy)
- Zlíchov (Praha 5 – Hlubočepy)
- Klukovice (Praha 5 – Hlubočepy)
- Křenkov (Praha 5 – Hlubočepy)
- Nová Ves (Praha 5 – Jinonice)
- Butovice (Praha 5 – Jinonice)
- Velká Ohrada či Ohrada, (Praha 5 – Stodůlky)
- Malá Ohrada, původně Ohradská osada, (Praha 5 – Stodůlky])
- Chaby (Praha 5 – Třebonice)
- Krteň (Praha 5 – Třebonice)
- Lahovičky (Praha 5 – Lahovice)
- Závist (Praha 5 – Zbraslav)
- Záběhlice (Praha 5 – Zbraslav)
- Strnady (Praha 5 – Zbraslav a Jíloviště)
- Žabovřesky (Praha 5 – Zbraslav)
- Baně či Báně (Praha 5 – Zbraslav)
- Lipany (Praha 5 – Lipence)
- Lipenec (Praha 5 – Lipence)
- Bluk (též Na Bluku, Dolní Černošice) (Praha 5 – Lipence)
- Kazín (Praha 5 – Lipence)

### Nezjištěno
- Emšany (Praha ?)